# ماهی بشقابی
ماهی بشقابی (نام علمی: Bothus lunatus) نام یک گونه از تیره کفشک‌ماهیان چپ‌روی است که بیشتر در آب‌های گرم اقیانوس اطلس از جمله دریای کارائیب یافت می‌شود. زیستگاهش سطوح ماسه‌ای آب‌سنگ‌های مرجانی است.